# Romano Mazzoli
Romano Louis Mazzoli, född 2 november 1932 i Louisville i Kentucky, död 1 november 2022 i Louisville i Kentucky, var en amerikansk politiker (demokrat). Han var ledamot av USA:s representanthus 1971–1995.
Mazzoli efterträdde 1971 William O. Cowger som kongressledamot och efterträddes 1995 av Mike Ward.